# Gais (Südtirol)

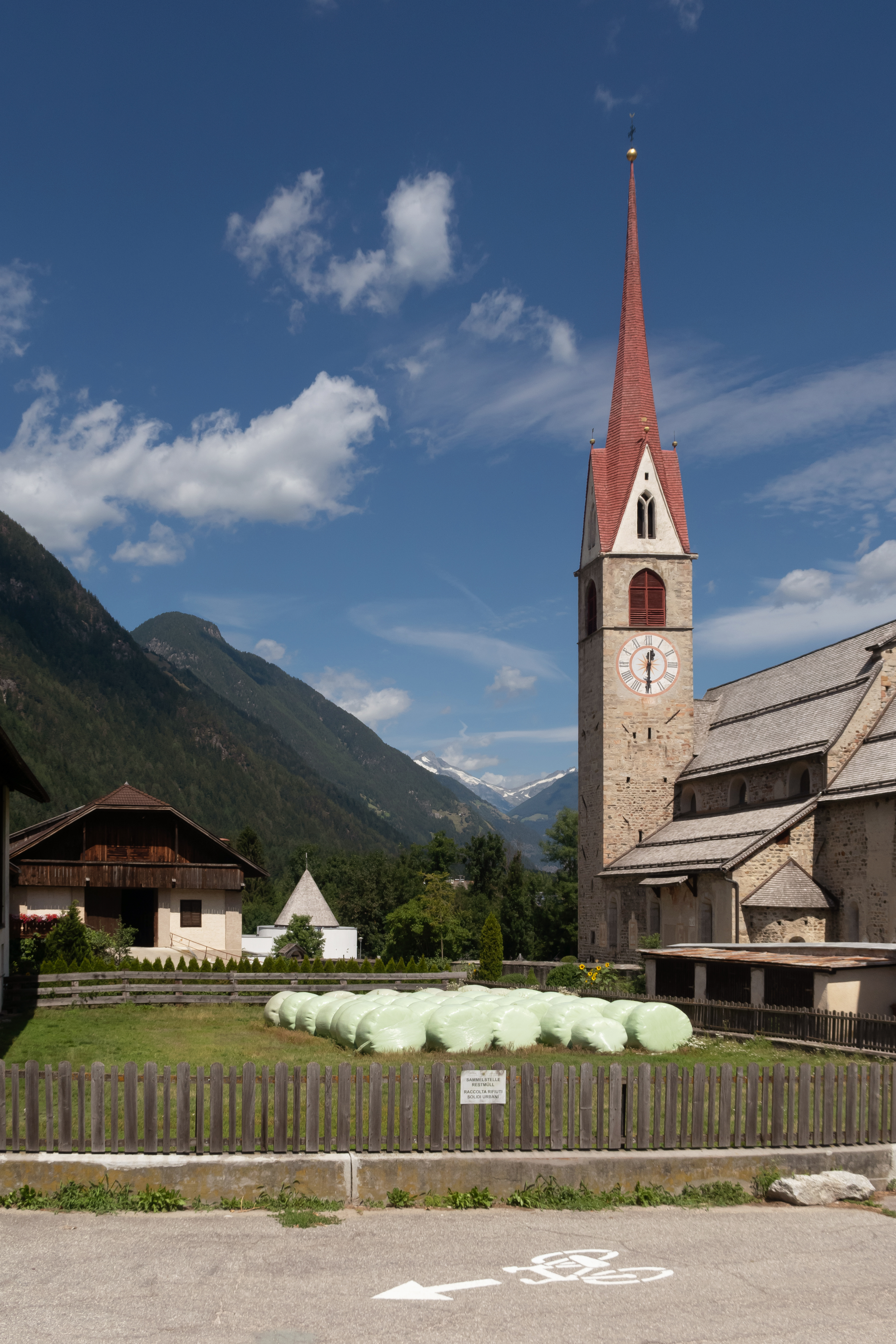
Pfarrkirche St. Johannes Evangelist in Gais

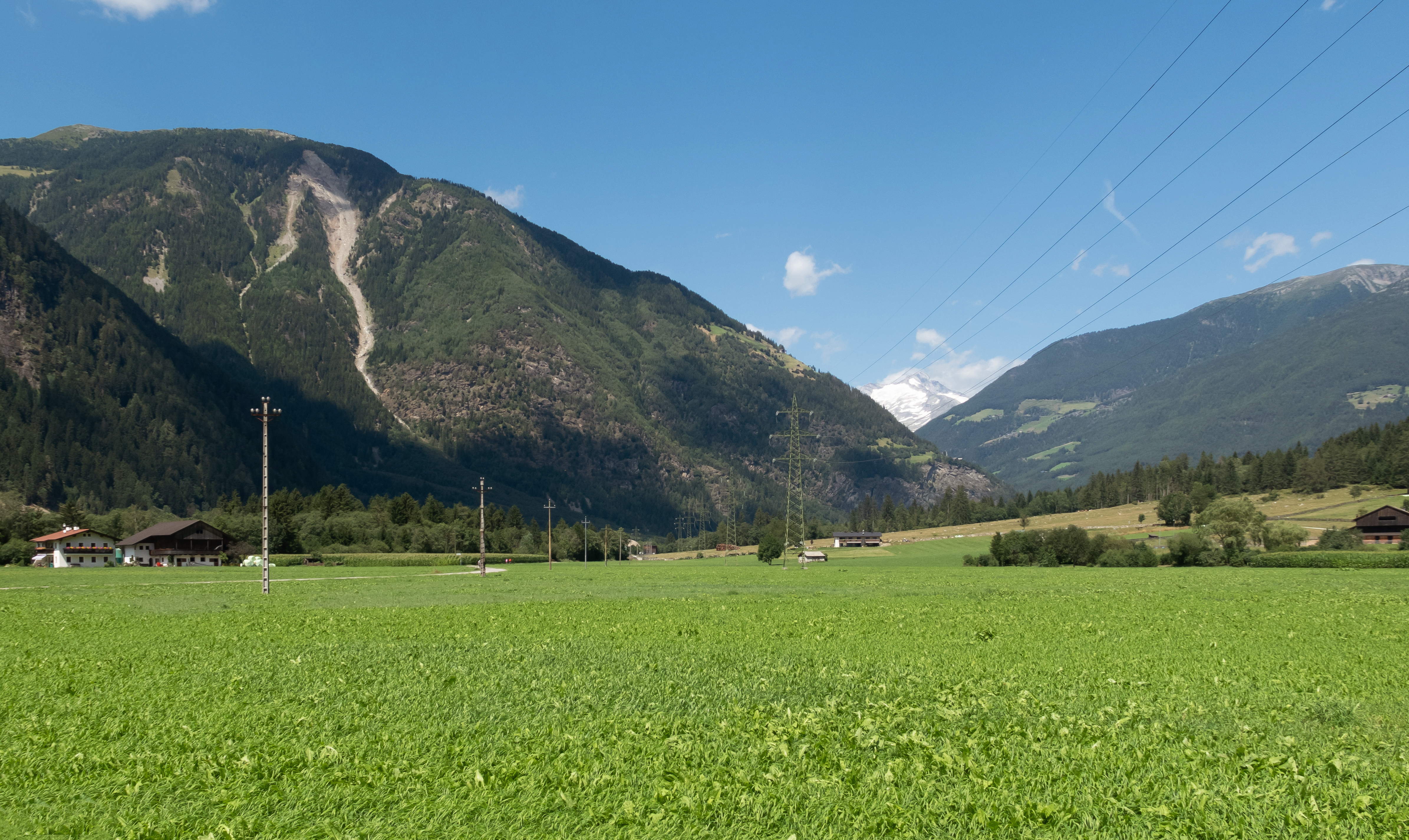
Talansicht bei Uttenheim

Gais (mundartlich [ˈgɔɑs]; italienisch ebenfalls Gais) ist eine Gemeinde mit 3225 Einwohnern (Stand 31. Dezember 2023) in Südtirol (Italien). Sie liegt im Tauferer Tal in der Nähe von Bruneck.

## Geographie

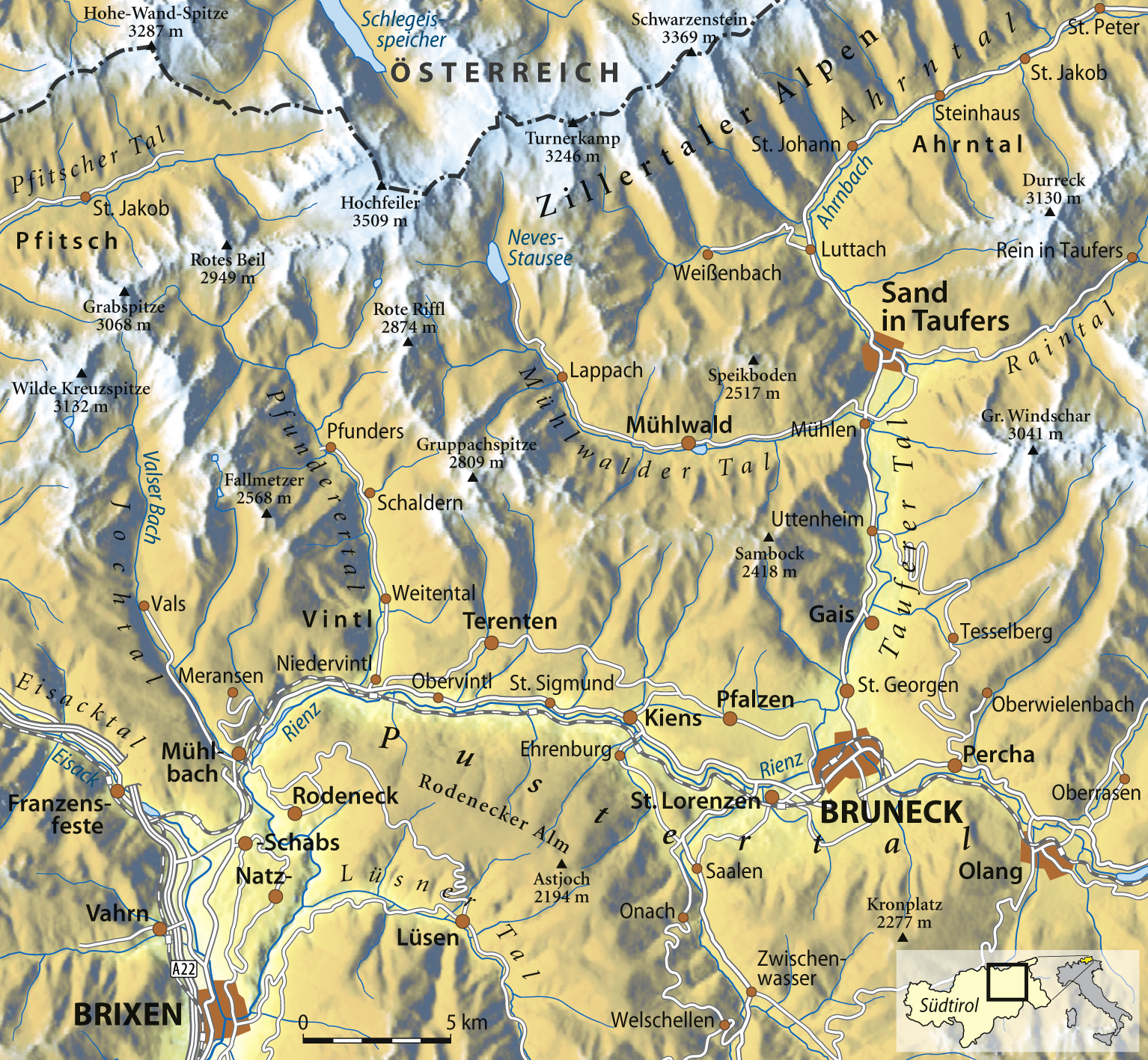
Lage von Gais nördlich von Bruneck

Die Gemeinde Gais erstreckt sich auf einer Fläche von 60,34 km² im Tauferer Tal und in den umliegenden Bergen. Das Tauferer Tal zweigt bei Bruneck – Gais’ südlicher Nachbargemeinde – Richtung Norden vom Pustertal ab und wird von der Ahr durchflossen. Der zu Gais gehörende Abschnitt, der im Norden an Sand in Taufers grenzt, verläuft nahezu eben und bietet zwei dörflichen Siedlungen Platz. Das südliche der beiden Dörfer ist der Hauptort Gais (830–850 m s.l.m.) am Fuß des Bärentaler Murkegels, das nördliche die Fraktion Uttenheim (840–880 m).
Auf seiner Westseite wird das Tauferer Tal von den südöstlichsten Ausläufern der Pfunderer Berge, einer Untergruppe der Zillertaler Alpen, flankiert. Dort befinden sich, etwas südwestlich von Uttenheim an steilen Hängen, auf über 1500 m Höhe die verstreuten Höfe der Bergfraktion Lanebach.
Im Osten begrenzt die Rieserfernergruppe das Tauferer Tal. Auf einer Höhe von ca. 1500 m befinden sich hier zwei besonders sonnenexponierte Fraktionen der Gemeinde: zum einen Mühlbach an den Hängen des beim Hauptort ins Tauferer Tal einmündenden Mühlbachtals, zum anderen Tesselberg etwas südlich nahe der Gemeindegrenze zu Percha. Überragt werden die beiden Dörfer im Nordosten von den Hochgebirgsregionen um die höchsten Gaiser Gipfel, darunter die Große Windschar (3041 m), die Schwarze Wand (3105 m) und der Morgenkofel (3073 m), die im Naturpark Rieserferner-Ahrn unter Schutz gestellt sind.

## Namen
Der Name „Gais“ – urkundlich erstmals in den Jahren 985–993 im Traditionsbuch des Hochstifts Brixen als Geizes genannt, auch als Geizzes und um 1200 als Gaizes – leitet möglicherweise vom Germanischen her und könnte vielleicht auf die indogermanische Wurzel ghi- und die Endung -d zurückgeführt werden. *ghid könnte so viel wie „rinnen“ oder „etwas nahe am rinnenden Wasser“ oder auch „Murbruch“, „Schuttkegel“ bedeuten. Da der Ort am Fuße eines Murkegels liegt, trifft „Anschwemmungsland“ auf die Ortschaft zu.
Im 19. Jahrhundert und vorher waren auch die Schreibweisen „Gaiß“ oder „Gaiss“ in Gebrauch.

## Geschichte
Die archäologischen Funde lassen auf kleine Dauersiedlungen in grauer Vorzeit schließen. Auf dem Ahtalerbühel stand eine bronzezeitliche Siedlung, ebenso auf dem Gebiet der heutigen Kehlburg. Eine prähistorische Wallburg lässt sich auf der Gaisinger Pipe nachweisen.
Das Kirchdorf ist im Frühmittelalter durch die Bajuwaren besiedelt worden, die den vorrömischen Namen übernommen haben.
Im Mittelalter gehörten die heutigen Fraktionen von Gais zum Gericht Uttenheim, aus dem 1811 verschiedene Gemeinden hervorgingen, darunter die Gemeinde Uttenheim mit den Fraktionen Uttenheim und Gais. Das Gericht Uttenheim hatte seinen Sitz ab dem 17. Jahrhundert in Gais. 1814 wurden die Orte wieder selbstständige Gemeinden.
Im Rahmen der Koalitionskriege fanden am 6. und 7. November 1809 in Gais Kämpfe zwischen der Landwehr und französischen Truppen statt, die mit der Einnahme des Dorfs durch die Franzosen endeten.
Gais gehörte bis zum Ende des Ersten Weltkriegs zum Gerichtsbezirk Taufers und war Teil des Bezirks Bruneck.
Im Jahr 1928 wurde aus den zuvor eigenständigen Gemeinden Gais, Uttenheim, Mühlbach und Tesselberg die Gemeinde Gais gebildet.

### Kirchspiel
Eine im Dorf vorhandene Pfarrkirche wurde schon um 990 erwähnt; unter den Ortspfarrern  wird um 1207 Heinrich genannt, gefolgt von Friedrich, zugleich Domherr von Brixen, der 1214–1246 erwähnt wird. Das Dorf hatte viel unter Überschwemmungen zu leiden, weshalb der Standort der Kirche im Laufe der Jahrhunderte mehrfach erhöht werden musste.
Zur katholischen Pfarrei Gais gehörten im 19. Jahrhundert die Dörfer Aufhofen, St. Georgen und Tesselberg.

## Politik

### Bürgermeister
Bürgermeister seit 1952:
- Florian Kronbichler: 1952–1974
- Sebastian Jaufenthaler: 1974–1980
- Max Brugger: 1980–2005
- Romana Stifter: 2005–2015
- Christian Gartner: 2015–2025
- Alexander Dariz: seit 2025

### Wappen
Im Jahr 1956 verlieh die italienische Regierung der Gemeinde ein Wappen, das keine Beziehung zum Ort und zu seiner Geschichte hatte. 1986 beschloss der Gemeinderat, es durch ein neues zu ersetzen. Der Evangelist Johannes, dessen Symbol der Adler ist, war der erste Kirchenpatron der Gemeinde Gais. Deshalb enthält das neue Gemeindewappen in der rechten Hälfte einen Adler. Die Balken in den Farben Blau-Gold-Blau entstammen dem Wappen des ehemaligen Gerichts Uttenheim.

## Bevölkerung
Gais ist gemäß den erhobenen Sprachgruppenzugehörigkeitserklärungen bzw. Sprachgruppenzuordnungserklärungen eine weitgehend deutschsprachige Gemeinde. Als Berechnungsgrundlage der folgenden Prozentwerte wurden die gültigen Erklärungen von Personen mit italienischer Staatsbürgerschaft herangezogen.
| Sprache     | 1981    | 1991    | 2001    | 2011    | 2024    |
| ----------- | ------- | ------- | ------- | ------- | ------- |
| Deutsch     | 98,53 % | 98,06 % | 96,68 % | 97,05 % | 96,07 % |
| Italienisch | 1,07 %  | 1,78 %  | 3,09 %  | 2,65 %  | 3,60 %  |
| Ladinisch   | 0,40 %  | 0,16 %  | 0,22 %  | 0,29 %  | 0,33 %  |

## Verkehr
Für den Kraftverkehr ist die Gemeinde in erster Linie durch die SS 621 erschlossen. Der Ort hatte bis 1957 zwei Bahnhöfe auf der Tauferer Bahn.

## Bildung
Auf dem Gemeindegebiet befinden sich zwei Grundschulen im Hauptort Gais und in Uttenheim, die zusammen dem deutschen Schulsprengel der Nachbargemeinde Bruneck I angeschlossen sind.
Zudem bestehen in Gais und Uttenheim Kindergärten.

## Sehenswertes
- Pfarrkirche zum heiligen Johannes dem Evangelisten in Gais
- Pfarrkirche zur heiligen Margareth in Uttenheim
- Kuratiekirche zu den Heiligen 14 Nothelfern in Mühlbach
- Kuratiekirche zu den Heiligen Chrysant und Daria in Tesselberg
- Burg Neuhaus
- Kapelle zu Mariä Heimsuchung in Gais
- Kapelle zum Hl. Erasmus
- Kehlburg
- Feuerwehrhelmmuseum
- Kulturweg Gais
- Mühlbacher Badl

## Mit Gais verbundene Persönlichkeiten
- Meister von Uttenheim (Notname) (um 1470), Maler
- Franz Anton Sinnacher (1772–1836), Historiker, Pädagoge und Priester, betreute hier um 1820 die Pfarrei Gais[16]
- Heinrich Bacher (1897–1972), Bauer und Bildhauer
- Franz Bacher (1903–1981), Bildhauer
- Ivo Muser (* 1962), Bischof von Bozen-Brixen
- Christof Innerhofer (* 1984), Skifahrer

## Heimatlied
Das Gaisinger Heimatlied wurde am 3. Oktober 1944 von Pfarrer Anton Hopfgartner verfasst. Kandidus Weitlaner, Kooperator in Gais von 1943 bis 1949, schrieb in einer Vorbemerkung zum Text des Heimatliedes: Gais gehört jetzt auch zu den wenigen glücklichen Dörfern, die ein eigenes Heimatlied besitzen.
Ich weiß ein Dorf, gar lieb und traut,

Am stillen Lauf der Ahr,

Ins weite Tal hineingebaut:

Das lieb' ich immerdar.

Rings der Erlen Grün

Und der Felder Prach!

Kommt's mir in den Sinn,

Herz und Aug' mir lacht.

[: 's ist die Heimat mein,

Die ich lieb' so heiß,

's ist mein Sonnenschein,

Mein liebes Gais. :]
Die Sonne grüßt vom Kehlburgschloß

Am Morgen froh ins Tal;

Es thront – ein Ritter hoch zu Roß –

Auf tannumrauschtem Wall.

Und vom West geschwind

Grüßt auch Burg Neuhaus,

Wie ein Märchenkind

Lieblich überaus.

[: 's ist die Heimat mein,

Die ich lieb' so heiß,

's ist mein Sonnenschein,

Mein liebes Gais. :]
Der Löffler und der Keilbachspitz

Im hellen Firnenschnee,

Der Peitler ragt im Sonnenblitz

Rotleuchtend in die Höh'.

Rings der Wunderblick,

In der Mitte drin

Liegt das Erdenstück,

Wo ich geboren bin:

[: 's ist die Heimat mein,

Die ich lieb' so heiß,

's ist mein Sonnenschein,

Mein liebes Gais. :]
Und mitten in der Heimat mein

Ein Gotteshaus so schön,

Ein Turm so schlank und frei und fein,

Er ragt zu Himmelshöh'n.

Glocken hell und rein,

Stimmt mit froher Weis',

Stimmet jubelnd ein

In der Heimat Preis:

[: 's ist die Heimat mein,

Die ich lieb' so heiß,

's ist mein Sonnenschein,

Mein liebes Gais. :]

### Partnerschaften
- Coburg (Deutschland, Bayern)